# Cycloseris somervillei
Espèce
Synonymes
- Fungia somervillei Gardiner, 1909 (préféré par UICN)

Cycloseris somervillei est une espèce de coraux appartenant à la famille des Fungiidae.